# Мбугу
Мбугу или Ва-Ма је народ настањен на планини Усамбара на северу Танзаније, у региону Танга, који се налази на граници Танзаније и Кеније. Укупно их има око 64.000. Већином су исламске вероисповести, док их је око 10% хришћанске вере. Говоре мбугу језиком, који је по синтакси банту језик, а по речнику (вокабулару) кушитски. Они су староседеоци ове области. Суседи су народа Шамбала и Паре.
Овај народ се традиционално бави номадским сточарством.

## Етимологија
Зависно од извора, постоји неколико варијација имена овог народа: Мбугу, ВаМбугу, Вамбугу, Ма а, ВаМа а.

## Историја
О самом пореклу овог народа мало се зна. Верује се да је овај народ кушитског порекла, и да је средином 16. века напустио данашњу Етиопију и кренуо ка југу, према Кенији, где су се измешали са околним народима. Деле много традиција са народима Оромо, Масаи, Рендиле и Самбуру. Верује се да су преци овог народа били веома слични народу Оромо.
Мбугу народ је населио Танзанију у 17. веку кроз Арушу пре него што су се населили у региону Килиманџаро - прецизније, регији Паре. Из тог подручја кретали су се према истоку, према региону Танга. Овај народ је живео у шумама где је гајио стоку. Основна храна им је била млеко, месо, мед и дивље воће. Они имају веома јаку склоност ка животу у дивљини.

## Религија
Око 70% Мбугуа је исламске вероисповести, 10% су хришћани и 20% анимисти.

## Језици
Говоре мбугујским језиком, који је атипичан случај мешовитог језика, по синтакси је банту и кушитски по речнику. Број говорника мбугујског језика је 1997. процењен на 7.000. Али народ Мбугу броји око 32.000 особа, јер многи Мбугуи говоре другим језицима, као што су асујски, шамбалски или свахили језик.